# The Hammering Process
The Hammering Process è il quinto album in studio dei Living Sacrifice, pubblicato nel 2000.

## Il disco
Dopo i primi tre album, che furono rispettivamente thrash, death e grind, la band "cambia" ancora genere continuando il metalcore iniziato sul precedente Reborn. La formazione muta però in modo radicale: il chitarrista Bruce Fitzhugh si era già dato ad aggredire il microfono nel precedente Cd, rispetto al quale però escono i fratelli Truby (basso e chitarra), sostituiti dal axeman Rocky Gray e da Arthur Green, ed in più innestano un percussionista, Matthew Putman, accanto a Lance Garvin, unico reduce insieme a Fitzhugh dello schieramento primigenio.
L'album parte con "Flatline", composizione chiusa da un assolo e seguita da "Bloodwork", dove fanno la loro comparsa, all'interno di un complesso teso, sia clean vocals in backing che polifonie abbaianti. In "Local vengeance killing" troviamo ancora un buon lavoro dietro alle pelli.
Siamo a "Altered life", e il lavoro percussionistico continua quello cominciato nel precedente brano. "Hand of the dead" è il preludio a "Burn the end", track che si può immaginare idealmente composta tanto in piena Rift Valley che nell'Agorà ateniese per come riesce ad amalgamare trivialità marasmatica e clean evocativi, oscure progressioni opethiane e minimalità dark. Seguono "Masterpiece", "Hidden" e "Perfect". Chiude "Conditional" in ricordo dei tempi che furono death, e nonostante torni presto catartico core, non disdegna break thrash solistici.

## Tracce
1. Flatline – 3:21
2. Bloodwork – 4:14
3. Not My Own – 3:12
4. Local Vengeance Killing – 3:08
5. Altered Life – 4:46
6. Hand Of The Dead – 3:34
7. Burn The End – 4:58
8. Hidden – 3:53
9. Perfect – 2:53
10. Conditional – 5:00

## Formazione
- Bruce Fitzhugh - chitarra e voce
- Rocky Gray - chitarra
- Arthur Green - basso
- Matt Putman - percussioni
- Lance Garvin - batteria
- Matthew Putman - percussioni